# Suaeda schimperi
Suaeda schimperi är en amarantväxtart som först beskrevs av Horace Bénédict Alfred Moquin-Tandon, och fick sitt nu gällande namn av Ugolino Martelli. Suaeda schimperi ingår i släktet saltörter, och familjen amarantväxter. Inga underarter finns listade i Catalogue of Life.